# Julian Gutowski

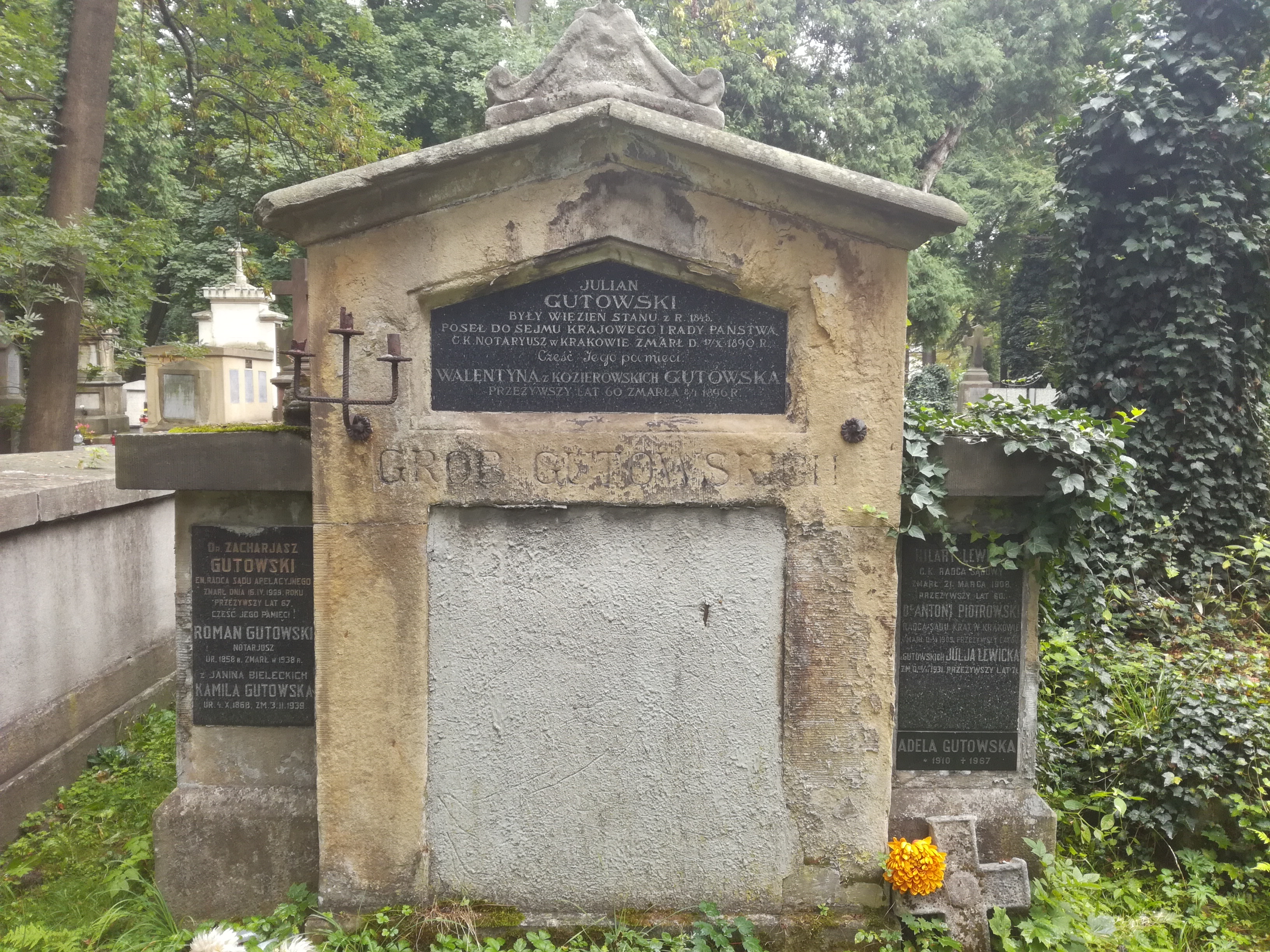
Grób Juliana Gutowskiego na cmentarzu Rakowickim

Julian Gutowski, herbu Ciołek (ur. 16 lutego 1823 roku w Nowym Sączu, zm. 17 października 1890 roku w Krakowie) – burmistrz miasta Nowy Sącz, notariusz, poseł na Sejm Krajowy Galicji i do austriackiej Rady Państwa.
Ukończył studia prawnicze na uniwersytecie we Lwowie. Podczas studiów był członkiem tajnego komitetu akademickiego (1845-1846) prowadzącego propagandę rewolucyjno-niepodległościową i przygotowującego wystąpienie przeciw władzom austriackim. 13 lutego 1846 w grupie 36 spiskowców został aresztowany. Następnie więziony w twierdzy Spielberg w Brnie na Morawach.
Po zwolnieniu pracował jako urzędnik w administracji a od w 1858 sądach w Galicji Zachodniej. W latach 1859–1873 prowadził kancelarię notarialną w Nowym Sączu przy sądzie obwodowym w tym mieście. 
Poseł na Sejm Krajowy Galicji I kadencji (1861-1867) wybrany w kurii III (miejskiej) z okręgu Nowy Sącz, Poseł do austriackiej Rady Państwa I kadencji (1861–1865) z okręgu miast Nowy Sącz-Tarnów-Rzeszów, Członek Koła Polskiego. W dobie autonomii galicyjskiej był pierwszym burmistrzem Nowego Sącza (1867–1870) a także członkiem Rady Miasta Nowego Sącza (1867-1882) oraz członkiem Rady Powiatu Nowosądeckiego (1867-1871). Jako burmistrz założył Kasę Oszczędnościową - której celem było: „nastręczanie nawet mniej zamożnym warstwom społeczeństwa sposobności do bezpiecznego przechowania, oprocentowania i przymnażania zaoszczędzonego grosza, a przeto zachęcanie ludności miejscowej do oszczędności, a w następstwie tego do podniesienia dobrobytu i moralności”. Był współzałożycielem Czytelni Mieszczańskiej i oddziału Towarzystwa Pedagogicznego w Nowym Sączu. Dzięki jego staraniom przez miasto przeprowadzono linię kolejową. Z funkcji burmistrza sam ustąpił w grudniu 1869 a jego rezygnację Rada Miejska przyjęła 10 lutego 1870 roku. W 1882 został wraz ze swoim krewnym Adolfem Gutowskim oskarżony o defraudację 80 złotych reńskich ze szpitala dla ubogich. Miasto reprezentowane przez adwokata \Kazimierza Żelichowskiego proces wygrało a on sam zrezygnował z funkcji radnego miejskiego,  
Po przeniesieniu się w 1874 r. do Krakowa prowadził kancelarie notarialną w tym mieście, przy sądzie wyższym krajowym (1874-1890). W latach 1874–1890 członek Izby Notarialnej dla okręgu sądu krajowego krakowskiego i sądu obwodowego nowosądeckiego.  
Ożenił się z Walentyną z Kozierowskich (1830-1896), mieli dwóch synów i dwie córki, Pochowany wraz z żoną na cmentarzu Rakowickim w Krakowie.

## Archiwalia
- Archiwum Państwowe w Krakowie Oddział w Nowym Sączu; Archiwum miasta Nowy Sącz;
- Narodowe Archiwum Państwowe w Krakowie - 1. Akty notarialne 1873–1890 (sygn. Not. J. Gutowski w Krakowie 1-32) 2. Repertoria 1873–1890 (sygn. Not. J. Gutowski w Krakowie 33-36) 3. Indeks 1883–1890 (sygn. Not. J. Gutowski w Krakowie 37)